# Trouée d'Annecy
La trouée d'Annecy, trouée d'Annecy-Ugine ou encore trouée d'Annecy-Faverges-Ugine est une vallée de France située en Savoie et en Haute-Savoie, au sud-est d'Annecy et au nord-ouest d'Ugine.

## Géographie
La trouée d'Annecy est une large vallée orientée nord-ouest-sud-est et séparant le massif des Bauges au sud-ouest du massif des Bornes et la chaîne des Aravis au nord-est. Elle débute au nord-ouest à la cluse d'Annecy, entre la pointe septentrionale du Semnoz et le mont Veyrier. Jusqu'au pied de la Tournette, le fond de la vallée est occupé par le lac d'Annecy qui serpente entre les massifs montagneux. La plaine qui prolonge le lac au sud poursuit ce parcours sinueux en direction du sud-est puis, au niveau de Faverges, oblique vers le nord-est. Après Marlens, au niveau de la limite départementale de la Savoie et de la Haute-Savoie, la trouée d'Annecy connait sa largeur la plus faible avec un peu plus de 200 mètres contre près de 4 kilomètres au niveau du lac d'Annecy. À partir de ce resserrement entre le mont Charvin au nord et la dent de Cons au sud, la trouée d'Annecy reprend une direction sud-est pour s'élargir jusqu'au site d'Ugine, sa limite méridionale connectée au val d'Arly au nord-est via les gorges de l'Arly et à la combe de Savoie au sud qui débute à Albertville.
L'extrémité nord-ouest de la trouée est occupée par le lac d'Annecy, dans lequel vient se déverser l'Eau Morte qui draine la vallée en son centre ; à l'autre extrémité, la Chaise, descendant de la chaîne des Aravis, se dirige vers l'est pour confluer dans l'Arly à Ugine. Le seuil entre ces deux bassins versants se situe au niveau de Faverges, entre le crêt Chambellon au sud-est et le roc de Viuz au nord-ouest.
Ce passage facile à traverser entre les montagnes permet de faire communiquer les vallées alpines intérieures avec le Genevois et l'Albanais. Il est notamment emprunté par la route départementale 1508, doublée en rive droite du lac d'Annecy par la route départementale 909a, et il a existé une ligne de chemin de fer, aujourd'hui transformée en voie verte.

## Histoire

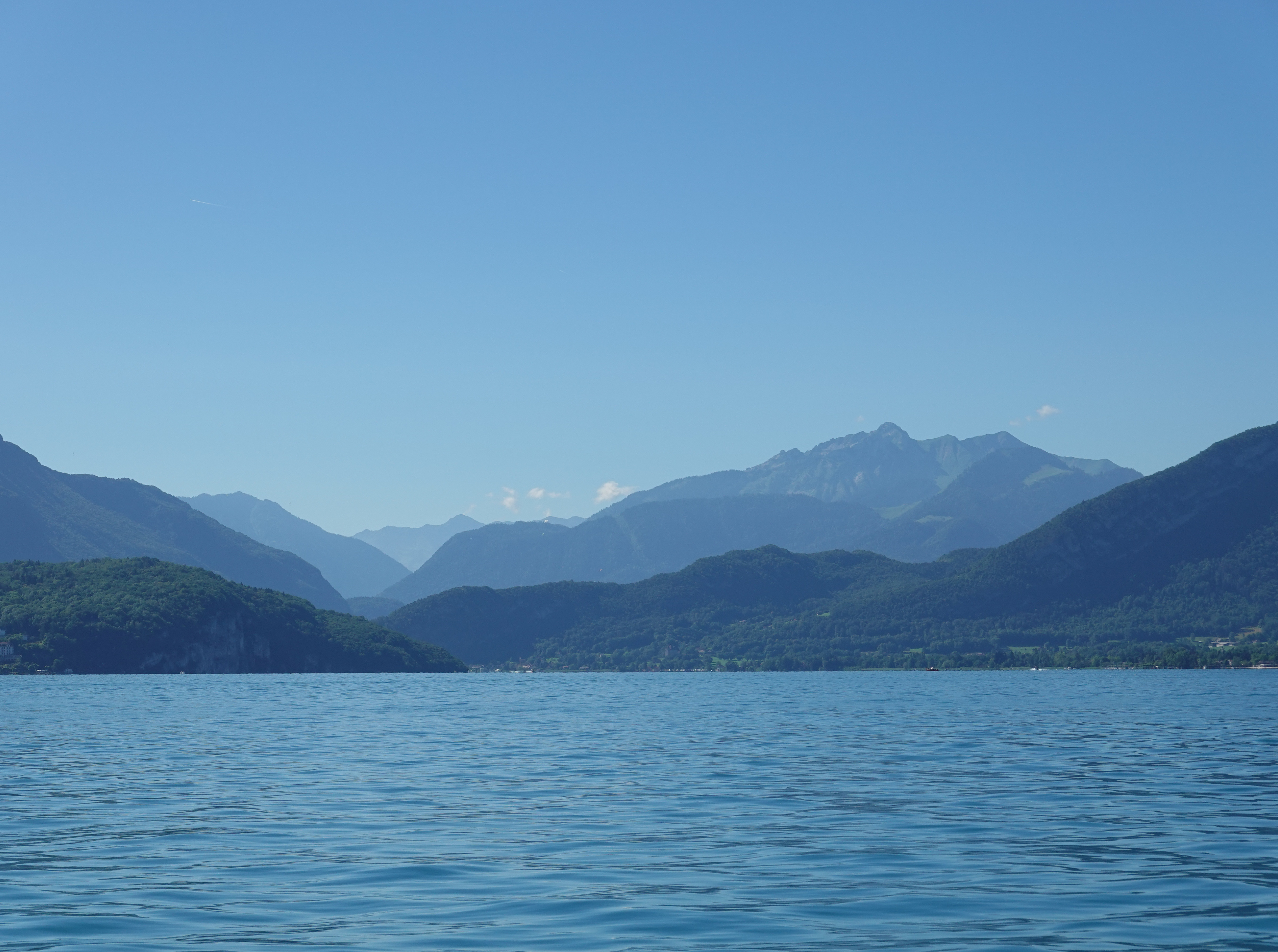
Vue depuis le lac d'Annecy en direction du sud-est, laissant deviner le tracé sinueux de la trouée d'Annecy au-delà du lac entre les massifs des Bornes à gauche et des Bauges à droite.

Cette large dépression se serait formée par la conjugaison de facteurs tectoniques avec d'une part la présence de la faille du Vuache qui viendrait mourir dans le lac d'Annecy et d'autre part glaciaires par le passage de langues diffluentes des glaciers de l'Arve et de l'Isère lors des maximums glaciaires,. Celui de l'Arve, gêné dans sa progression par la cluse de l'Arve à l'autre extrémité de la chaîne des Aravis au nord, envoie une partie de ses glaces dans le val d'Arly par le col de Megève. Se dirigeant vers le sud-ouest en se déversant en partie dans le massif des Bornes par le col des Aravis, la masse de glace débouche sur le site d'Ugine mais rencontre les glaces du glacier de l'Isère venues du sud. Gêné lui aussi dans sa progression par le massif des Bauges et notamment la dent de Cons et la Belle Étoile à la sortie de la vallée de la Tarentaise, la majorité de la glace oblique vers le sud-ouest dans la combe de Savoie mais une partie de la glace emprunte le col de Tamié, voire passe par-dessus le petit chaînon de la dent de Cons-Belle Étoile, pour se diriger vers le nord-ouest. La réunion de ces deux courants glaciaires entre les massifs des Bauges et des Bornes élargit la vallée préexistante, lui donnant son profil de vallée en auge.
En débouchant dans le Genevois, ces glaces sont à nouveau gênées dans leur progression par le glacier du Rhône arrivant du nord. Bien qu'elles fusionnent avec lui et se dirigeant vers l'Avant-Pays savoyard au sud-ouest, elle surcreusent la trouée d'Annecy, créant un ombilic qui se remplira d'eau de fonte lors de la dernière déglaciation. Ce lac préhistorique, qui s'étire entre la montagne de la Mandallaz au nord-ouest et Faverges au sud-est, se comble rapidement à ses deux extrémités, donnant l'actuel lac d'Annecy.

Vue depuis le Lanfonnet en direction du massif des Bauges d'une mer de nuages recouvrant le lac d'Annecy au coucher du soleil jusqu'à une altitude de 1100 mètres environ : lors de certains épisodes glaciaires, les diffluences réunies des glaciers de l'Isère et de l'Arve devaient offrir ce paysage similaire d'une vallée noyée sous les glaces.